# صاروخ مائي

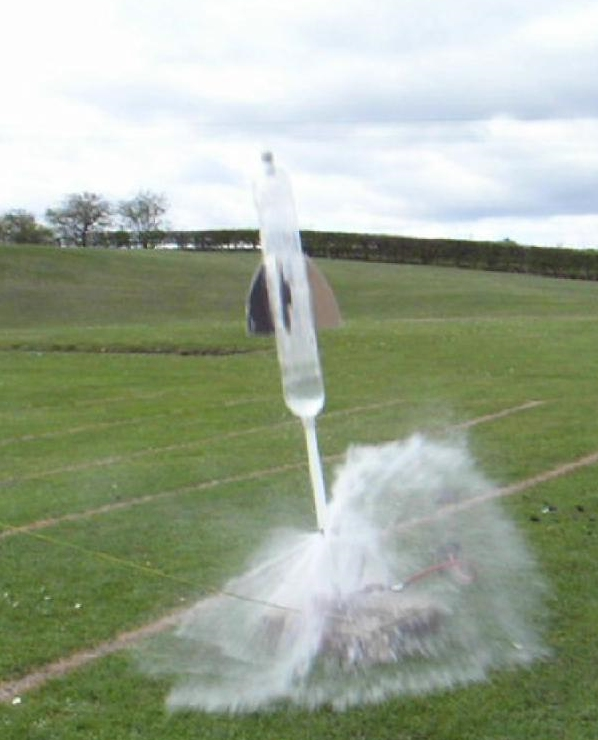
انطلاق صاروخ مائي

تمثيل مبسط لآلية عمل الصاروخ المائي

الصاروخ المائي هو نموذج صاروخ يستخدم الماء كتلةً شغالةً لتأمين التسارع؛ إذ يدفع الماء خارجاً من هيكل الصاروخ عبر غاز مضغوط، وغالباً من الهواء المضغوط. يستخدم الهواة عادة عبوات المشروبات الغازية في محاولاتهم في إطلاق الصاروخ المائية.
يعمل الصاروخ المائي مثلما هو الحال في المحرك الصاروخي على قوانين نيوتن للحركة؛ وعموماً يعتمد الارتفاع ومدة طيران الصاروخ المائي على كمية السائل والضغط الأولي المتوفر، وعلى قياس فتحة المنفث وعلى الوزن الفارغ الهيكل الجسم الطائر، بالإضافة إلى عوامل أخرى.